# Эль-Мафрак (мухафаза)
Эль-Ма́фрак (араб. محافظة المفرق‎; местные диалекты Mafrag или Mafra’) — мухафаза на северо-востоке Иордании.
- Административный центр — Эль-Мафрак.
- Площадь — 26 551 км², население — 293 700 человек (2012 год).

## География
На юго-западе граничит с мухафазой Эз-Зарка, на западе с мухафазами Джараш и Ирбид, на севере с Сирией, на востоке с Ираком, на юго-востоке с Саудовской Аравией.

## Административное деление
Мухафаза разделена на 5 районов:
- Al-Mafraq
- Ar-Ruwayshid
- Bal’ama
- Sabha
- Sama as-Sarhan